# 리시산

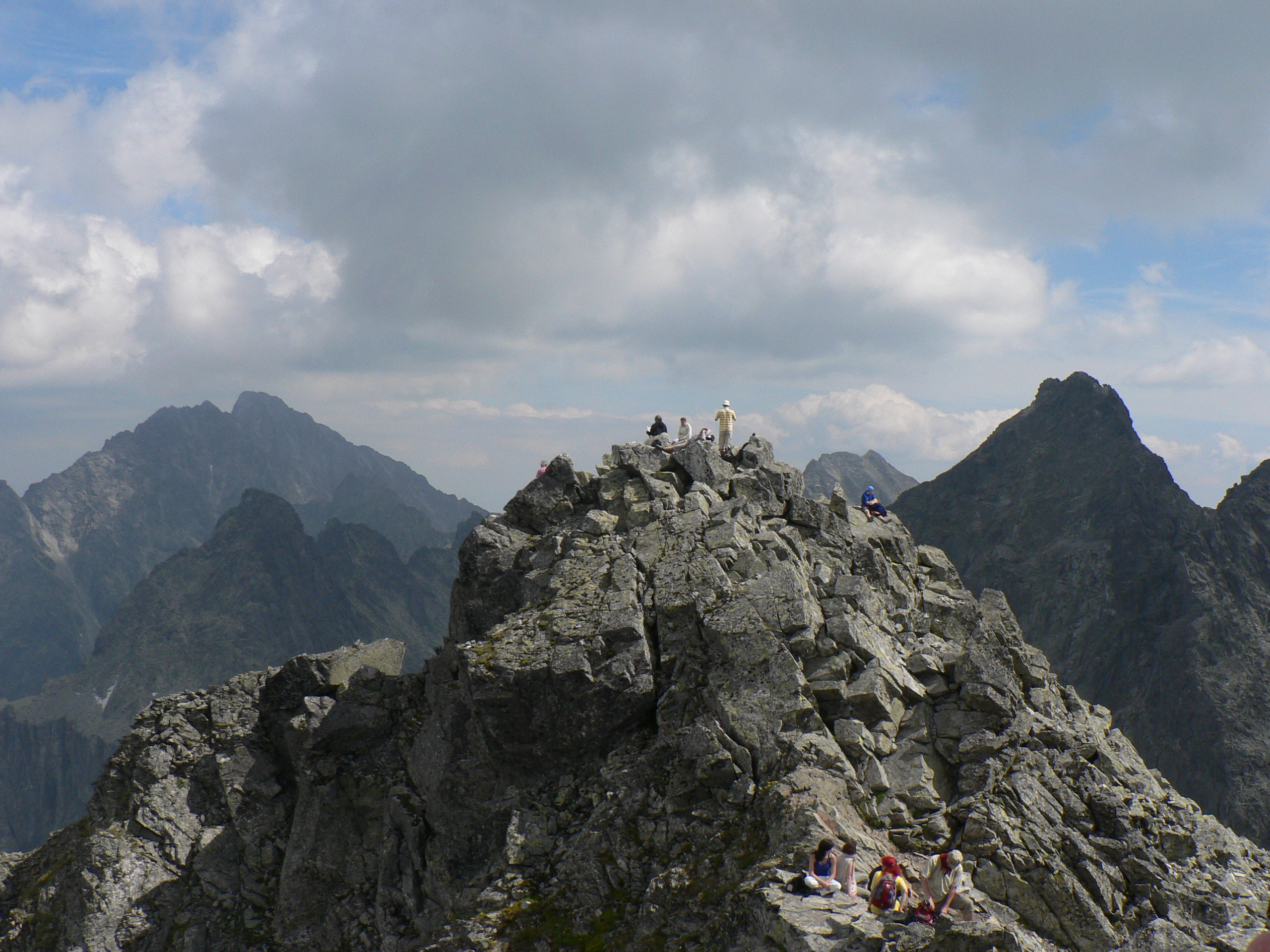
리시산의 정상

리시산(폴란드어: Rysy 리시[*], 슬로바키아어: Rysy 리시, 독일어: Meeraugspitze 메라우크슈피체[*], 헝가리어: Tengerszem-csúcs 텐게르셈추치[*])은 폴란드와 슬로바키아 국경에 위치한 산으로 높이는 2,501m이다.

## 명칭
산 이름은 폴란드어, 슬로바키아어로 "긁힌", "할퀴어진", "틈"을 뜻하는데 이는 산등성이 표면의 형상, 특별히 알려진 높이 500m의 계곡, 북쪽에 위치한 다수의 작은 계곡에서 유래된 이름이다. 슬로바키아의 민간 전승에서는 "스라소니"라는 뜻을 가진 '리시'(rysy)에서 어원을 두고 있다고 하지만 스라소니는 수목 한계선보다 높은 곳에도 서식하고 있다.
헝가리어 이름인 '텐게르셈추치'(Tengerszem-csúcs), 독일어 이름인 '메라우크슈피체'(Meeraugspitze)는 산 북쪽 기슭에 위치한 빙하호인 모르스키에오코호(Morskie Oko)에서 유래된 이름으로서 "바다의 눈산"을 의미한다.

## 지리
고타트리산맥을 형성하는 산 가운데 하나로서 폴란드에서 가장 높은 산이기도 하다. 중앙에 위치한 정상의 높이는 2,501m, 북서쪽에 위치한 정상의 높이는 2,500m, 남동쪽에 위치한 정상의 높이는 2,473m 정상이다. 북서쪽 정상은 폴란드에서 가장 높은 곳이며 나머지 2개 정상은 슬로바키아에 위치한다. 1840년 에데 블라시(Ede Blásy), 얀 루만드리에치니(Ján Ruman-Driečny)가 최초로 리시산을 등반했다는 기록이 전한다.

## 관광
리시산은 타트리산맥에 위치한 산 중에서 산악 가이드 없이 등산할 수 있는 가장 높은 산이다. 하절기에 해당하는 5월부터 10월까지는 슬로바키아 슈트르프스케플레소호(Štrbské pleso)에서 시작하여 하타 포트 리스미(Chata pod Rysmi) 산막을 거쳐 산 정상에 오를 수 있다.
슬로바키아 측 등산 코스는 11월부터 이듬해 6월 15일까지 폐쇄된다. 6월 16일부터 10월 31일까지는 슬로바키아 측의 등산 코스가 개방되어 있기 때문에 국경을 가로지를 수 있다. 2007년에 폴란드, 슬로바키아가 솅겐 협정에 가입함에 따라 이들 국가 간의 국경은 다른 지점에서도 쉽게 가로지를 수 있게 되었다.